# Víctor Pecci
Victor Pecci (Assunção, 15 de outubro de 1955) é um ex-tenista profissional paraguaio.
Considerado o melhor tenista paraguaio até hoje, Pecci alcançou o Top 10 da ATP, sendo número nove em 1980, foi representante da Equipe Paraguaia de Copa Davis, fez uma final de Grand Slam e conquistou dez títulos de simples e doze em duplas.

## Conquistas

### Grand Slam finais

#### Simples: 1 (0-1)
| Ano  | Posição | Campeonato    | Piso   | Oponente   | Placar                  |
| 1979 | Vice    | Roland Garros | Saibro | Björn Borg | 3–6, 1–6, 7–6(8–6), 4–6 |

## Simples (10)
| N.  | Data | Torneio                 | Piso   | Oponente na final   | Placar                  |
| 1.  | 1976 | Madrid                  | Saibro | Eric Deblicker      | 7–5, 7–6, 3–6, 2–6, 6–4 |
| 2.  | 1976 | Berlin                  | Duro   | Hans-Jürgen Pohmann | 6–1, 6–2, 5–7, 6–3      |
| 3.  | 1978 | Bogotá, Colombia        | Saibro | Rolf Gehring        | 6–4, 2–6, 6–3, 6–3      |
| 4.  | 1979 | Nice, França            | Saibro | John Alexander      | 6–3, 6–2, 7–5           |
| 5.  | 1979 | Quito, Ecuador          | Saibro | José Higueras       | 2–6, 6–4, 6–2           |
| 6.  | 1979 | Bogotá, Colombia        | Saibro | Jairo Velasco       | 6–3, 6–4                |
| 7.  | 1980 | Santiago, Chile         | Saibro | Christophe Freyss   | 4–6, 6–4, 6–3           |
| 8.  | 1981 | Viña Del Mar, Chile     | Saibro | José Higueras       | 6–4, 6–0                |
| 9.  | 1981 | Bournemouth, Inglaterra | Saibro | Balázs Taróczy      | 6–3, 6–4                |
| 10. | 1983 | Viña Del Mar, Chile     | Saibro | Jaime Fillol        | 2–6, 7–5, 6–4           |

### Vice (12)
| N.  | Data | Torneio                 | Piso   | Oponente na final | Placar              |
| 1.  | 1977 | Munich, Alemanha        | Saibro | Željko Franulović | 1–6, 1–6, 7–6, 5–7  |
| 2.  | 1978 | Buenos Aires, Argentina | Saibro | José Luis Clerc   | 4–6, 4–6            |
| 3.  | 1978 | Santiago, Chile         | Saibro | José Luis Clerc   | 6–3, 3–6, 1–6       |
| 4.  | 1979 | Roland Garros, Paris    | Saibro | Björn Borg        | 3–6, 1–6, 7–6, 4–6  |
| 5.  | 1979 | Londres/Queen's Club    | Grama  | John McEnroe      | 7–6, 1–6, 1–6       |
| 6.  | 1979 | Washington D.C.         | Saibro | Guillermo Vilas   | 6–7, 6–7            |
| 7.  | 1979 | Johannesburg            | Duro   | Andrew Pattison   | 6–2, 3–6, 2–6, 3–6  |
| 8.  | 1980 | Quito, Equador          | Saibro | José Luis Clerc   | 4–6, 6–1, 8–10      |
| 9.  | 1981 | Mar del Plata           | Saibro | Guillermo Vilas   | 6–2, 3–6, 1–2, RET. |
| 10. | 1981 | Roma, Italia            | Saibro | José Luis Clerc   | 3–6, 4–6, 0–6       |
| 11. | 1984 | Kitzbühel, Austria      | Saibro | José Higueras     | 5–7, 6–3, 1–6       |
| 12. | 1985 | Nice, França            | Saibro | Henri Leconte     | 4–6, 4–6            |

## Duplas (12)
| N.  | Data | Torneio           | Piso     | Parceiro           | Oponente na final                | Placar        |
| 1.  | 1976 | São Paulo         | Carpete  | Lito Alvarez       | Ricardo Cano Belus Prajoux       | 6–4, 3–6, 6–3 |
| 2.  | 1978 | Milan WCT, Italia | Carpete  | José Higueras      | Wojtek Fibak Raúl Ramírez        | 5–7, 7–6, 7–6 |
| 3.  | 1978 | Rome, Italia      | Saibro   | Belus Prajoux      | Jan Kodeš Tomáš Šmíd             | 6–7, 7–6, 6–1 |
| 4.  | 1978 | Louisville        | Saibro   | Wojtek Fibak       | Victor Amaya John James          | 6–4, 6–7, 6–4 |
| 5.  | 1978 | Boston            | Saibro   | Balázs Taróczy     | Heinz Günthardt Van Winitsky     | 6–3, 3–6, 6–1 |
| 6.  | 1978 | Vienna, Austria   | Duro (i) | Balázs Taróczy     | Bob Hewitt Frew McMillan         | 6–3, 6–7, 6–4 |
| 7.  | 1978 | Santiago, Chile   | Saibro   | Hans Gildemeister  | Alvaro Fillol Jaime Fillol       | 6–4, 6–3      |
| 8.  | 1981 | Bournemouth       | Saibro   | Ricardo Cano       | Buster Mottram Tomáš Šmíd        | 6–4, 3–6, 6–3 |
| 9.  | 1983 | Florença, Italia  | Saibro   | Francisco González | Dominique Bedel Bernard Fritz    | 4–6, 6–4, 7–6 |
| 10. | 1983 | Rome, Italia      | Saibro   | Francisco González | Jan Gunnarsson Mike Leach        | 6–2, 6–7, 6–4 |
| 11. | 1983 | Veneza            | Saibro   | Francisco González | Steve Krulevitz Zoltan Kuharszky | 6–1, 6–2      |
| 12. | 1985 | Washington D.C.   | Saibro   | Hans Gildemeister  | David Graham Balázs Taróczy      | 6–3, 1–6, 6–4 |

### Duplas Vices (6)
| N. | Dat  | Torneio             | Piso   | Parceiro          | Oponente na final            | Placar   |
| 1. | 1976 | North Conway        | Saibro | Ricardo Cano      | Brian Gottfried Raúl Ramírez | 3–6, 0–6 |
| 2. | 1978 | Hamburgo            | Saibro | Antonio Muñoz     | Wojtek Fibak Tom Okker       | 2–6, 4–6 |
| 3. | 1978 | Bogotá, Colombia    | Saibro | Hans Gildemeister | Alvaro Fillol Jaime Fillol   | 4–6, 3–6 |
| 4. | 1979 | Monte Carlo, Monaco | Saibro | Balázs Taróczy    | Ilie Năstase Raúl Ramírez    | 3–6, 4–6 |
| 5. | 1980 | Palermo, Italia     | Saibro | Balázs Taróczy    | Gianni Ocleppo Ricardo Ycaza | 2–6, 2–6 |
| 6. | 1984 | Barcelona, Espanha  | Saibro | Martín Jaite      | Pavel Složil Tomáš Šmíd      | 2–6, 0–6 |